# IP in IP
IP in IP，一種IP隧道协议（IP Tunnel），將一個IP封包，封裝進另一個IP封包中。為了封裝IP封包，在來源IP上要再加上一個外部的標頭，隧道的進入點，目的位置，以及隧道離開的位置。這個技術使用於虛擬私人網路（VPN）上，RFC 2003說明了這個協定的內容。